# Colorado Desert

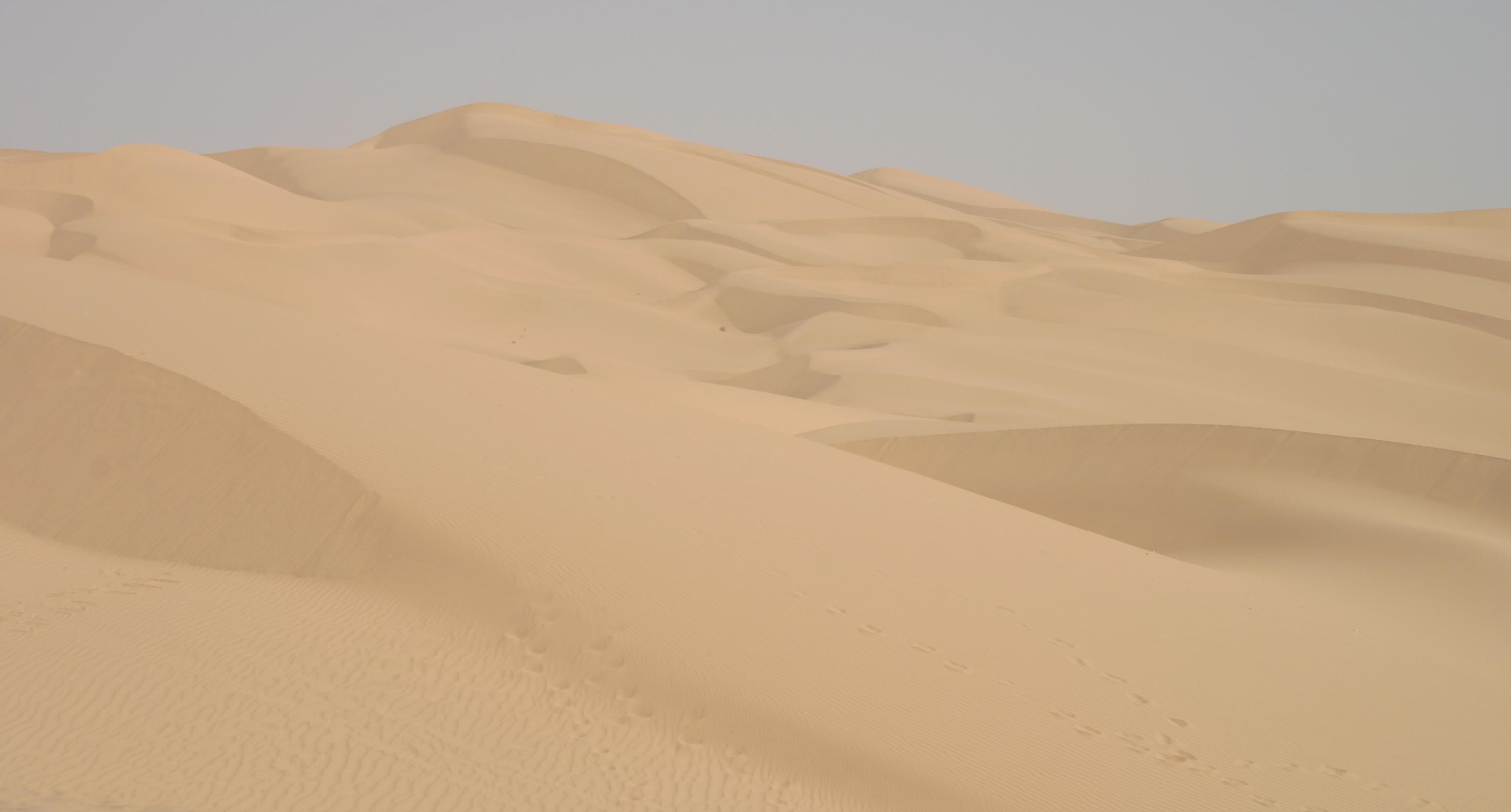
Diuny Algodones

Colorado Desert, Pustynia Kolorado – pustynia w Ameryce Północnej, wchodząca w skład Sonory. Rozciąga się na powierzchni ok. 28 000 km² obejmując między innymi Coachella Valley i Imperial Valley.

## Geografia
Pustynia rozciąga się od przełęczy San Gorgonio w południowo-wschodniej Kalifornii do delty rzeki Kolorado w północnym Meksyku. Od zachodu ograniczają ją Góry Nadbrzeżne, a od wschodu Chocolate Mountains i rzeka Kolorado. Od południowej strony ogranicza ją również Zatoka Kalifornijska. Większa część Colorado Desert położona jest na wysokości poniżej 305 m n.p.m. z najniższym punktem w Salton Sea (84 m p.p.m).

## Flora
Kaktusy i sukulenty są powszechne na całej pustyni Sonora, ale południowo-wschodnia Kalifornia jest zbyt gorąca i sucha, aby utrzymać duże kaktusy, takie jak Karnegia olbrzymia, które charakteryzują krajobrazy Arizony (poza kilkoma populacjami występującymi w pobliżu rzeki Kolorado). Drzewa z rodziny roślin strączkowych, takie jak Jadłoszyn i Psorothamnus spinosus, są powszechne na całej pustyni Sonora, ale w Kalifornii ich występowanie jest ograniczone do okolic cieków wodnych. Fouqueria splendens jest często uważany za gatunek wskaźnikowy dla Colorado Desert. Inne gatunki wskaźnikowe to Senegalia greggii i Parkinsonia microphylla.

## Turystyka
Na terenie Colorado Desert znajdują się parki narodowe oraz stanowe (m.in. Park Narodowy Joshua Tree) oraz resort Palm Springs.